# 加藤清史郎
加藤 清史郎（かとう せいしろう、2001年〈平成13年〉8月4日 - ）は、日本の俳優・タレント。
神奈川県出身。研音所属。身長163cm。2019年まで劇団ひまわりに所属していた。同じく劇団ひまわりに所属している加藤憲史郎は実弟。他には妹（憲史郎の姉）もいる。

## 来歴・人物
母親が「思い出作りになれば」と思い、生後2か月の時に劇団ひまわりに登録し、所属。1歳1か月の時にデビューした。3歳の時から劇団ひまわりの幼稚部のレッスンに通っていた。
特技は歌、ジャズダンス、アクション、水泳、スキー、スノーボーディングと多種多様の持ち主である。
2009年9月2日、NHK・みんなのうたで2009年夏に流れた演歌「かつおぶしだよ人生は」で歌手デビュー。同年12月時点でCD売上約2万枚、音楽配信と着ボイスの合計で13万ダウンロードに達している。同年10月16日に書籍『こども役者 加藤清史郎のきもち』で作家デビュー。
幼少期から熱烈な阪神タイガースファンであると公言している。特に引退した金本知憲元外野手と赤星憲広元外野手のファン。阪神タイガースファンである理由については、祖母が大阪市の出身であるためとしている。ただし父親は鹿児島県の出身であり、「鹿児島にはプロ野球のチームがないから阪神を応援している」と述べている（2010年1月15日放送TBSのバラエティー番組『ぴったんこカン・カン』で発言）。幼稚園のころに将来なりたかったものは「警察官、野球選手、忍者」と語っていた。加藤自身は右投げ左打ちである。
2011年7月13日、大ファンである阪神タイガースの始球式に、主演映画である『忍たま乱太郎』の主人公・猪名寺乱太郎の姿で登場。4万人以上の観客から大喝采を浴びた。
2012年4月6日よりリニューアルされた『金曜ロードSHOW!』にてシネマボーイとして映画ナビゲーターに就任。
子役として名が知れ、順調に仕事をこなしてきたが、成長期を迎えて体格も声も顕著に変化していくにつれ、これまでのような子役としての演技だけでは俳優としての幅が広がらないことも冷静に把握していた。2011年、小学校4年生の時に出演した舞台『レ・ミゼラブル』では、イギリスから訪れたスタッフに通訳を介して演技指導を受けたが、その際に「自分で英語を理解してコミュニケーションをとれたらもっと役どころをもっと深められるかもしれない」と思い、いずれ留学をして英語を身につけたいと考えるようになった。一方でまだ子どもらしい夢も持っており、元来スポーツ好きだったことから、野球選手になりたいという希望も胸に秘めていた。
2015年、中学2年生の時に出演した六本木歌舞伎「地球投五郎宇宙荒事」で共演した市川海老蔵の言葉に背中を押され、俳優としての道を歩む決意を固める。中学卒業後、イギリスの高校へ進学。3年間寮生活を送った。留学先ではサッカー部に所属。また、演劇学校「セントラル・スクール・オブ・スピーチ・アンド・ドラマ」にも通学して授業を受けた。
2019年12月31日、0歳の時から18年2か月にわたって所属していた劇団ひまわりとの契約を終了。翌2020年1月1日より研音に所属する。
2020年、イギリス留学から帰国。同年4月から日本の大学に進学。

## エピソード
- 2006年4月から2007年3月まで1年間、NHK教育の『からだであそぼ』にレギュラー出演。
- 大河ドラマ『天地人』で樋口与六（直江兼続の幼少期）を演じた。放送直後からNHKには感動したという賛辞とあの子役は誰かという問い合わせの電話が相次ぎ、「また出演してほしい」という声があったため[15]、2009年6月7日の放送での回想シーンに再登場、さらに兼続の長男・竹松を9月27日から11月8日の放送において演じた。
- 2009年4月5日から放送されたトヨタ自動車のCMに「こども店長」として出演。同CMに出演してから「こども店長」と呼ばれることが多くなったと語っている。
- 2009年11月3日放送回の『徹子の部屋』に出演。当時、単独出演最年少記録となった（約1年後の2011年1月に芦田愛菜が6歳7か月で出演し、加藤の記録を更新している）。
- 4歳の時[16]、2006年6月9日放送[要出典]の『タモリ倶楽部』内コーナー「空耳アワー」にVTR出演していた[16][17]。視聴者が気付いて事務所に問い合せたところ、本人である事が確認された。
- 2010年5月31日、俳優の反町隆史からの紹介で『笑っていいとも!』のテレフォンショッキングに出演。
- ドラマ『ドラゴン桜』（2021年）で共演した鈴鹿央士、細田佳央太、志田彩良と仲が良い[18]。

## 出演

### 映画
- 星になった少年（2005年7月16日、東宝） - 小川貴生 役
- なくもんか（2009年11月14日、東宝） - 祐介（幼少時）役
- 座頭市 THE LAST（2010年5月29日、東宝） - 五郎（柳司の息子） 役
- 桜田門外ノ変 （2010年10月16日、東映） - 関誠一郎 役[19]
- 忍たま乱太郎 - 猪名寺乱太郎 役
  - 忍たま乱太郎（2011年7月23日、ワーナー・ブラザース映画）[20]
  - 忍たま乱太郎 夏休み宿題大作戦!の段（2013年7月6日、東映）
- 愛と誠（2012年6月16日、東映） - 大賀誠の幼少期 役[21]
- 暗殺教室（東宝） - 堀部糸成（イトナ） 役
  - 暗殺教室（2015年3月21日）[22]
  - 暗殺教室〜卒業編〜（2016年3月25日）
- クハナ!（2016年9月3日、スター・キャット） - 浅井海斗 役
- ショートムービー 笑顔をつくろう（2017年）熊本国際漫画祭2017で上映
- ＃ハンド全力（2020年7月31日、イオンエンターテイメント・ラビットハウス・エレファントハウス） - 清田マサオ 役[23][24]
- 太陽は動かない（2021年3月5日、ワーナー・ブラザース映画） - 柳勇次 役[25]
- 劇場版 ポリス×戦士ラブパトリーナ!〜怪盗からの挑戦!ラブでパパッとタイホせよ!〜（2021年5月21日、KADOKAWA・イオンエンターテイメント） - 愛川警部 役
- ゆとりですがなにか インターナショナル（2023年10月16日、東宝） - 平田 役[26]
- はたらく細胞（2024年12月13日、ワーナー・ブラザース映画） - 武田新 役[27]

### テレビドラマ
- ぼくの魔法使い 最終話（2003年7月5日、日本テレビ） - ミニみったん 役
- マンハッタンラブストーリー 第4話・第5話・第10話（2003年10月30日・11月16日・12月18日、TBS） - 土井垣ゆうや 役
- バツ彼 第3話・第8話（2004年7月15日・8月19日、TBS） - 山根裕一 役
- 上を向いて歩こう〜坂本九物語〜（2005年8月21日、テレビ東京）
- 愛と友情のブギウギ（2005年3月28日 - 5月5日、NHK総合） - 大月大地 役
- ウルトラマンメビウス 第24話（2006年9月16日、CBC） - 少年 役
- 大河ドラマ（NHK）
  - 風林火山 第9回 - 第17回・第48回（2007年3月4日 - 4月29日・12月2日） - 武田太郎（のちの義信）役
  - 天地人（2009年1月4日 - 25日 / 9月27日 - 10月25日・11月8日） - 樋口与六（直江兼続の幼少期）／直江竹松 役[注 1]
  - 麒麟がくる 第38回・第43回（2020年12月27日・2021年1月31日） - 誠仁親王 役[28]
- 夢二夜シェイクスピア・ドラマスペシャル「ロミオとジュリエット」（2007年4月7日、日本テレビ）
- 君がくれた夏 〜がんばれば、幸せになれるよ〜（2007年8月18日、日本テレビ） - 木崎亮也 役
- ファイブ（2008年1月5日、NHK総合） - 佐山健太 役
- 斉藤さん（2008年1月9日 - 3月19日、日本テレビ） - 中村真 役[29]
- 愛の劇場 再婚一直線!（2008年5月28日 - 7月11日、TBS） - 学 役
- 怪談新耳袋スペシャル「ぎぃ」（2008年7月6日、BS-i） - 外山剛 役
- 大好き!五つ子 2008 第7話（2008年7月22日、TBS） - 小泉浩 役
- ありがとう、オカン（2008年10月7日、フジテレビ） - 入江敦史 役[30]
- オー!マイ・ガール!!（2008年10月14日 - 12月9日、日本テレビ） - 安野ノゾム 役
- ヴォイス〜命なき者の声〜 第1話・最終話（2009年1月12日・3月23日、フジテレビ） - 加地大己（幼少期）役
- 歌のおにいさん 第1話・第7話・最終話（2009年1月16日・3月6日・3月13日、テレビ朝日） - 洋七 役
- 東京少女真野恵里菜 第4話「やさしい拳」（2009年2月28日、BS-i） - 横山浩平 役[31]
- 任侠ヘルパー（2009年7月9日 - 9月17日、フジテレビ） - 羽鳥涼太 役
- ほんとにあった怖い話「かかし」（2009年8月25日、フジテレビ） - 男の子（匿名希望） 役
- シスター（2009年12月18日、NHK） - 村上優也 役
- ヤマトナデシコ七変化（2010年1月15日 - 3月19日、TBS） - 中原タケル 役
- フジテレビ開局50周年企画 わが家の歴史（2010年4月9日 - 4月11日、フジテレビ） - 八女実 役
- ロス:タイム:ライフ 親子篇（2010年6月7日 - 6月28日、LISMO Channel月曜ドラマ内） - 悟史 役
- さよなら、アルマ（2010年12月18日、NHK総合） - 川上健太 役
- 任侠ヘルパースペシャル（2011年1月9日、フジテレビ） - 羽鳥涼太 役
- 11人もいる!（2011年10月21日 - 12月16日、テレビ朝日） - 真田才悟 役
- 本日は大安なり（2012年1月10日 - 3月13日、NHK総合） - 白須真空 役
- 再会（2012年12月8日、フジテレビ） - 岩本正樹 役
- 相棒 Season 11第18話（2013年3月13日、テレビ朝日） - 鷲尾隼人 役 ※幼少期は加藤憲史郎が演じている
  - season16 第19話（2018年3月7日） - 高田創 役
  - season23 第1話・第2話（2024年10月16日・23日） - 高田創 役[32]
- ホワイト・ラボ〜警視庁特別科学捜査班〜 第6話（2014年5月19日、TBS） - 佐伯良樹 役
- 警視庁捜査一課9係 season9 第3話（2014年7月23日、テレビ朝日） - 富樫文哉 役
- 遠い約束〜星になったこどもたち〜（2014年8月25日、TBS） - 佐竹三郎 役[33]
- 精霊の守り人（2016年3月19日 - 4月9日、NHK） - 頼まれ屋 トーヤ 役[34]
- OUR HOUSE（2016年4月17日 - 6月12日、フジテレビ） - 伴光太郎 役[35]
- 湊かなえサスペンス『望郷』「海の星」（2016年9月28日、テレビ東京） - 浜崎洋平（少年期） 役
- モコミ〜彼女ちょっとヘンだけど〜（2021年1月23日 - 4月3日、テレビ朝日） - 岸田佑矢 役[36][37]
- ドラゴン桜 第2シリーズ（2021年4月25日 - 6月27日、TBS） - 天野晃一郎 役[38]
- ダメな男じゃダメですか? 第3話 - 最終話（2022年2月17日 - 3月31日、テレビ東京） - 中野奏助 役[39]
- 大分発地域ドラマ「君の足音に恋をした」（2022年3月23日、NHK BSプレミアム） - 小林大樹 役[40][41]
- 競争の番人（2022年7月11日 - 9月19日、フジテレビ） - 六角洸介 役[42]
- 弁護士ソドム（2023年4月28日 - 6月16日、テレビ東京） - 八雲カイ 役[43]
- 藤子・F・不二雄 SF短編ドラマ『流血鬼』（2023年4月30日、NHK BSプレミアム・NHK BS4K） - 青年B 役[44]
- 最高の教師 1年後、私は生徒に■された（2023年7月15日 - 9月23日、日本テレビ） - 相楽琉偉 役[45][46]
- 放送局占拠（2025年7月12日 - 、日本テレビ） - 般若 / 伊吹裕志 役[47][48][49]

### 配信ドラマ
- 3年後の僕たちは 第8話（2023年9月13日、TVer） - 相楽琉偉 役[50]
- 拝啓、大人になる貴方へ（2023年9月23日・30日、Hulu） - 相楽琉偉 役[51]

### 舞台
- レ・ミゼラブル（2011年4月12日 - 6月12日、帝国劇場） - ガブローシュ 役（トリプルキャスト）
  - レ・ミゼラブル（2013年4月23日 - 11月27日、帝国劇場、博多座、フェスティバルホール、中日劇場） - ガブローシュ 役（トリプルキャスト）
- エリザベート（2012年5月9日 - 9月27日、帝国劇場、博多座、中日劇場、梅田芸術劇場） - 少年ルドルフ 役（クアドラプルキャスト）[52]
- 蒼い妖精とピノッキオ（2012年7月5日 - 8日、あうるすぽっと） - 知恵の妖精 役
- 第25回成人の日コンサート2014 「公爵ヤマドリの回想 音楽物語『蝶々夫人』」（2014年1月13日、サントリーホール） - 蝶々夫人の息子・ドローレ 役[53]
- ラブ・ネバー・ダイ（2014年3月12日 - 4月27日、日生劇場） - グスタフ 役（トリプルキャスト）
- 春日局（2015年1月2日 - 23日、明治座） - 竹千代（徳川家光の幼少期） 役（ダブルキャスト）[54]
- スマイルマーメイド（2016年12月1日 - 12日、シアター1010、シアタードラマシティ） - 犬のパブロ 役
- オフ・ブロードウェイ・ミュージカル「KID VICTORY」（2019年12月25日 - 29日、上野ストアハウス） - 主演・ルーカス 役
- ブロードウェイ・ミュージカル「ニュージーズ」（2021年10月9日 - 11月17日、日生劇場、梅田芸術劇場） - デイヴィ 役[55][56][注 2]
  - ブロードウェイ・ミュージカル「ニュージーズ」（2024年10月9日 - 11月11日、日生劇場 他）[58]
- ミュージカル「るろうに剣心 京都編」（2022年5月17日 - 6月24日、IHIステージアラウンド東京） - 瀬田宗次郎 役[59][注 3]
- BE MORE CHILL（2022年7月25日 - 8月10日、新国立劇場 中劇場 / 8月20日 - 21日、キャナルシティ劇場 / 8月27日 - 29日、COOL JAPAN PARK OSAKA） - マイケル 役[61]
- LUPIN 〜カリオストロ伯爵夫人の秘密〜（2023年11月9日 - 2024年2月11日、帝国劇場、他） - イジドール 役
- 未来少年コナン（2024年5月28日 - 6月16日、東京芸術劇場 プレイハウス） - 主演・コナン 役[62]
- デスノート THE MUSICAL（2025年11月24日 - 12月14日〈予定〉、東京建物 Brillia HALL / 12月20日 - 23日〈予定〉、SkyシアターMBS / 2026年1月10日 - 12日〈予定〉、愛知県芸術劇場 大ホール / 1月17日・18日〈予定〉、福岡市民ホール 大ホール / 1月24日・25日〈予定〉、岡山芸術創造劇場ハレノワ 大劇場） - 主演・夜神月 役（ダブルキャスト）[63][64]

### 歌舞伎
- 六本木歌舞伎「地球投五郎宇宙荒事」（2015年2月：EXシアター六本木、8月：名古屋中日劇場・大阪オリックス劇場） - 市川鯛蔵、与駄（ヨーダ）二役[65]

### 劇場アニメ
- おまえうまそうだな（2010年10月16日、東京テアトル） - ウマソウ 役[66]
- friends -フレンズ- もののけ島のナキ（2011年12月27日、東宝） - コナキ 役[67]
- 薄暮（2019年5月24日、プレシディオ） - 雉子波祐介 役（桜田ひよりとダブル主演）[68]

### 日本語吹き替え

#### 劇場アニメ
- ハッピー フィート（2007年） - マンブル（幼少期） 役
- サンタ・バディーズ 小さな5匹の大冒険（2009年） - マイキー 役[69]

#### 映画
- かいじゅうたちのいるところ（2010年） - マックス 役[70]

#### テレビドラマ
- 太王四神記（2007年） - アジク（タムドクの息子） 役

### テレビ番組

#### バラエティなど
- タモリ倶楽部（2004年 - 番組終了、テレビ朝日）
- からだであそぼ（2006年4月 - 2007年3月、NHK教育）
- それいけ!アンパンマンくらぶ（2008年4月 - 2009年3月、BS日テレ）
- プレミアム6 全国民の孫〜加藤清史郎君のすべて見せます（2010年2月14日、BS-TBS）[71]
- 金曜ロードSHOW!（2012年4月6日 - 2013年3月29日、日本テレビ） - シネマボーイ（映画ナビゲーター）

#### 歌番組
- 第60回NHK紅白歌合戦（2009年12月31日、NHK） - 「こども紅白」の司会で出演。この時はこども店長のセルフパロディで「こども司会」の肩書きであった。
- MUSIC JAPAN（2011年8月14日ほか、NHK総合）

#### 報道番組
- news zero（日本テレビ）
  - 金曜パートナー（2023年7月7日 - 8月25日）[72]
  - 水曜パートナー（2024年7月3日 - 9月25日）

### ラジオドラマ
- FMシアター（NHK-FM）
  - 生き直す 〜理学療法士・砂川晴美〜（2007年11月3日）[73]
    - 生き直す パート2 〜理学療法士・砂川晴美〜（2008年6月14日）[74]

  - 暗闇の訪問者（2017年5月20日） - 遼太郎 役[75]
  - 逆さ首（2024年3月30日） - 新太 役[76]
- 劇ラヂ！ライブ 「特録！」（2012年11月23日、NHKラジオ第1） - カラヤン 役[77]
- ラジオシアター〜文学の扉 華麗なるギャッツビー（2017年4月30日・5月7日、TBSラジオ）
- 青春アドベンチャー（NHK-FM）
  - カムパネルラ（2018年9月10日 - 21日、全10回） - 風野又三郎 役[78]
  - ぱきゅん（2019年12月2日 - 13日、全10回） - 殉職刑事の息子・瞬 役[79]
  - ウィル（2023年5月8日 - 19日、全10回） - ウィル 役[80]

### CM
- 東海東京証券（2004年）
- 伊藤園 冷梅（2007年）
- トヨタ自動車 ※初代こども店長（2009年）
共演：飯島直子（お母さん役）、大後寿々花（お姉ちゃん役）／石川遼（ハニカミ店長）／荻原次晴／木村拓哉（SMAP）／若林正恭（オードリー）／松下由樹／滝川クリステル
- トヨタ自動車 コーポレートCM（2012年） - 伊達政宗役
共演：ビートたけし（豊臣秀吉役）、木村拓哉（織田信長役）
- TBSテレビ 世界陸上2009ベルリン中継（2009年）
- 大幸薬品「クレベリン」『風船』篇（2009年）、『サイエンス』篇（2011年）
- 日立コンシューマエレクトロニクス「Wooo」 - 眞鍋かをりと共演（2009年）
- 田中貴金属工業
  - 「はじめるこつこつキャンペーン」（2009年 - 2010年3月）[81][82]
  - 「可能性ゾクゾク」篇（2025年4月 - ）[82]
- ヤマト運輸 クロネコヤマト引越センター（2009年） - 佐々木りおと共演
- サントリーフーズ「ビタミンウォーター」（2010年） - 岡田将生の子供時代の役で、おばあちゃん役の風見章子と共演
- スタジオアリス（2010年） - ベッキーと共演
- ミズノ ミズノキッズ（2010年） - PRキャラクター
- ダリヤ「サロンドプロ」『そのココロ』篇（2010年）
- AEON（2010年） - 単独出演、木下優樹菜と共演
- NEXCO中日本 2010年度東名集中工事（2010年） - 上戸彩と共演
- ガスト（2011年）『お箸で切れちゃうビーフシチュー』篇、『春のハンバーグフェスタ』篇、『もちふわお披露目』篇
- ソフトバンク『授業参観』篇（2011年） - 樋口可南子、上戸彩、ダンテ・カーヴァー、マツコ・デラックス、武井咲と共演
- デジタルアーツ i-フィルター 6.0『映画館』篇、『お父さん安心』篇、『お母さん安心』篇（2011年）
- 味の素
  - クノール カップスープ - 川口春奈と共演
    - ”カップスープで温朝食”シリーズ（2014年）『コーン』篇、『ほうれん草』篇、『ベーコン&ポテト』篇[83][84]
    - ”その朝食にプラス温”シリーズ（2015年）『コーン』篇、『栗かぼちゃ』篇、『ほうれん草』篇[85]
    - ”うちの温朝食”シリーズ（2016年）『コーン』篇、『トマト』篇[86]

  - お肉やわらかの素『ガッツキ兄弟』篇（2016年） - 宇梶剛士と共演[87]
- 大塚製薬「カロリーメイト」『見えないもの』篇（2020年11月21日 - 2021年5月） - 飯塚悟志（東京03）と共演[88]
- ライフネット生命保険 - 『お父さん見積りに夢中』篇（2021年10月 - ） - 博多華丸・大吉と共演、『何やら楽しそう』篇 - 下野紘（声の出演）と共演（2021年12月 - 2022年3月）[89]
- KUMON『あの頃インタビュー』篇（2022年10月 - 2023年3月） - 木村佳乃、新津ちせと共演[90]
- 日本マクドナルド
  - スパイシーチキンマックナゲット 黒胡椒ガーリック（2024年1月 - ） - 岡田准一と共演[91]
  - チーチーダブチ/てりやき『LUNA CHEE』篇（2025年8月19日 - ） - LUNA SEA公認コピーバンド・“LUNA CHEE”ボーカリスト 役 ※歌唱はたむたむ[92][93]

### MV
- 山崎育三郎『ずっと好きだった』（2017年5月24日）

### その他
- 小学館小学三年生 表紙モデル（2010年4月号）
- 月刊ザテレビジョンこども編集長（2011年4月号）
- デイリースポーツ特命こども編集長（2011年2月10日付）
- マクドナルド ハッピー・プラレール店 1日駅長（2011年10月13日）
- Orbi冒険隊、隊長就任（2014年4月29日、Orbi Yokohamaにて任命式）[94]

## 作品

### シングル
- かつおぶしだよ人生は（2009年9月2日、EMIミュージック・ジャパン） - 加藤清史郎&アンクル☆させ 名義。NHK『みんなのうた』（2009年8月 - 9月）。
  - 作詞：高田ひろお、作曲・編曲：佐瀬寿一（「アンクル☆させ」として歌にも参加）、
- ぼくとの約束（交通ルール）（2011年8月8日）※劇団ひまわり限定販売
  - 作詞：高田ひろお、作曲・編曲：佐瀬寿一、警視庁交通事故防止キャンペーン
- GON GON GON 〜小さな王様（2012年6月20日 エイベックス・エンタテインメント） - TXテレビアニメ『GON -ゴン-』オープニングテーマ[95]
  - 作詞：藤林聖子、作曲・編曲：宮下浩司、振付：濱田“Peco”美和子

### 書籍
- こども役者 加藤清史郎のきもち（小学館、2009年10月）ISBN 978-4-09-387881-4

## 受賞
- 2009年
  - 第19回TV-LIFE年間ドラマ大賞2019 新人賞（『任侠ヘルパー』）[96]
  - 第2回ゴールド ドリーム アワード 金の卵部門 受賞
  - ACC CM FESTIVAL ベスト演技賞（トヨタ自動車『登場篇/エコカーの減税篇/浦島太郎篇/ファッションショー篇』）

- 2021年
  - ACC TOKYO CREATIVITY AWARDS 演技賞 （カロリーメイト『見えないもの篇』）